# Scherma in carrozzina ai XVI Giochi paralimpici estivi
Le gare di  scherma in carrozzina ai XVI Giochi paralimpici estivi si sono svolte dal 25 al 29 agosto 2021 presso il Makuhari Messe, a Tokyo.

## Formato
Gli atleti sono stati suddivisi in due categorie in base al tipo di disabilità: A e B. In ciascun incontro si sono sfidati atleti appartenenti alla medesima categoria.
Le gare individuali sono state dodici (spada, fioretto, sciabola maschili e femminili) mentre quelle a squadre sono state quattro (non era compresa la sciabola, né per gli uomini né per le donne).

## Calendario
| Uomini | Sciabola - A | Spada - A | Spada a squadre | Fioretto - A | Fioretto a squadre | 8  |
| Uomini | Sciabola - B | Spada - B | Spada a squadre | Fioretto - B | Fioretto a squadre | 8  |
| Donne  | Sciabola - A | Spada - A | Spada a squadre | Fioretto - A | Fioretto a squadre | 8  |
| Donne  | Sciabola - B | Spada - B | Spada a squadre | Fioretto - B | Fioretto a squadre | 8  |
| Totale | 4            | 4         | 2               | 4            | 2                  | 16 |

|  | Finali per medaglia d'oro |

## Podi

### Uomini
| Evento                          | Cat.  | Oro                                                 | Argento                                                       | Bronzo                                                        |
| Spada                           | Spada | Spada                                               | Spada                                                         | Spada                                                         |
| ------------------------------- | ----- | --------------------------------------------------- | ------------------------------------------------------------- | ------------------------------------------------------------- |
| Spada individuale (dettagli)    | A     | Piers Gilliver                                      | Maxim Shaburov                                                | Tian Jianquan                                                 |
| Spada individuale (dettagli)    | B     | Alexander Kuzyukov                                  | Jovane Guissone                                               | Dimitri Coutya                                                |
| Spada a squadre (dettagli)      | –     | RPC Alexander Kuzyukov Maxim Shaburov Artur Yusupov | Cina Hu Daoliang Sun Gang Tian Jianquan                       | Gran Bretagna Dimitri Coutya Piers Gilliver Oliver Lam-Watson |
| Fioretto                        |       |                                                     |                                                               |                                                               |
| Fioretto individuale (dettagli) | A     | Sun Gang                                            | Richárd Osváth                                                | Nikita Nagaev                                                 |
| Fioretto individuale (dettagli) | B     | Feng Yanke                                          | Hu Daoliang                                                   | Dimitri Coutya                                                |
| Fioretto a squadre (dettagli)   | –     | Cina Hu Daoliang Li Hao Sun Gang                    | Gran Bretagna Dimitri Coutya Piers Gilliver Oliver Lam-Watson | Francia Romain Noble Damien Tokatlian Maxime Valet            |
| Sciabola                        |       |                                                     |                                                               |                                                               |
| Sciabola individuale (dettagli) | A     | Li Hao                                              | Artem Manko                                                   | Tian Jianquan                                                 |
| Sciabola individuale (dettagli) | B     | Feng Yanke                                          | Adrian Castro                                                 | Panagiotis Triantafyllou                                      |

### Donne
| Evento                          | Cat.  | Oro                                    | Argento                                               | Bronzo                                                      |
| Spada                           | Spada | Spada                                  | Spada                                                 | Spada                                                       |
| ------------------------------- | ----- | -------------------------------------- | ----------------------------------------------------- | ----------------------------------------------------------- |
| Spada individuale (dettagli)    | A     | Amarilla Veres                         | Rong Jing                                             | Bian Jing                                                   |
| Spada individuale (dettagli)    | B     | Tan Shumei                             | Viktoria Boykova                                      | Saysunee Jana                                               |
| Spada a squadre (dettagli)      | –     | Cina Bian Jing Rong Jing Tan Shumei    | Ucraina Yevheniia Breus Olena Fedota Nataliia Mandryk | RPC Viktoria Boykova Alena Evdokimova Iuliia Maya           |
| Fioretto                        |       |                                        |                                                       |                                                             |
| Fioretto individuale (dettagli) | A     | Gu Haiyan                              | Natalia Morkvych                                      | Rong Jing                                                   |
| Fioretto individuale (dettagli) | B     | Beatrice Vio                           | Zhou Jingjing                                         | Ludmila Vasileva                                            |
| Fioretto a squadre (dettagli)   | –     | Cina Gu Haiyan Rong Jing Zhou Jingjing | Italia Andreea Mogoș Loredana Trigilia Beatrice Vio   | Ungheria Gyöngyi Dani Éva Andrea Hajmási Zsuzsanna Krajnyák |
| Sciabola                        |       |                                        |                                                       |                                                             |
| Sciabola individuale (dettagli) | A     | Bian Jing                              | Nino Tibilashvili                                     | Yevheniia Breus                                             |
| Sciabola individuale (dettagli) | B     | Tan Shumei                             | Olena Fedota                                          | Xiao Rong                                                   |

## Medagliere
| Pos. | Paese         | Oro | Argento | Bronzo | Totale |
| ---- | ------------- | --- | ------- | ------ | ------ |
| 1    | Cina          | 11  | 4       | 5      | 20     |
| 2    | RPC           | 2   | 2       | 3      | 7      |
| 3    | Ungheria      | 1   | 1       | 0      | 2      |
| 3    | Gran Bretagna | 1   | 0       | 3      | 4      |
| 4    | Italia        | 1   | 1       | 0      | 2      |
| 5    | Ucraina       | 0   | 4       | 1      | 5      |
| 6    | Brasile       | 0   | 1       | 0      | 1      |
| 6    | Georgia       | 0   | 1       | 0      | 1      |
| 6    | Polonia       | 0   | 1       | 0      | 1      |
| 9    | Grecia        | 0   | 0       | 1      | 1      |
| 9    | Thailandia    | 0   | 0       | 1      | 1      |